# Lake Andes
Lake Andes – miasto w Stanach Zjednoczonych, w stanie Dakota Południowa, siedziba administracyjna hrabstwa Charles Mix.